# TV Langen
Der Turnverein 1862 Langen e. V. im hessischen Langen, gelegen ca. 15 km südlich von Frankfurt am Main, wurde 1862 gegründet und ist damit der älteste Verein der Stadt. Er hat heute etwa 2.500 Mitglieder verschiedener Altersgruppen, die in elf Abteilungen Sport treiben.

## Geschichte
Der Turnverein Langen wurde 1862 mit 24 Mitgliedern gegründet und erhielt 1875 erstmals einen eigenen Turnplatz, der in den folgenden Jahrzehnten mehrfach erweitert wurde. 1921 erfolgte die Zusammenlegung des Turnvereins Vorwärts mit dem Sportverein Langen zum TSV Langen. Dieser wurde 1949 unter dem Namen Turn- und Sportgemeinde 1862 Langen neugegründet. In den Folgejahren wurde eine vereinseigene Turnhalle am Langener Jahnplatz errichtet.
1960 wurde das Vereinsgelände in Oberlinden eröffnet, das 1987 um die Georg-Sehring-Halle erweitert wurde. Zwischen 2006 und 2008 fanden umfangreiche Modernisierungsarbeiten statt.

## Abteilungen

Logo der Basketballabteilung Die Giraffen

Die bekannteste Abteilung ist die des Basketballs, die den Spitznamen Die Giraffen trägt. Heimspielstätte ist die Georg-Sehring-Halle auf dem Vereinsgelände in Langen-Oberlinden. Der TV Langen war mit seiner 1. Basketball-Herrenmannschaft bis 2010 in der 2. Bundesliga (Pro A) vertreten und führt mit 19 Saisons die ewige Tabelle an. Die U19-Mannschaft spielt in der Nachwuchs-Basketball-Bundesliga (NBBL) vertreten.
- Basketball
- Blasorchester
- Faustball
- Fechten
- Gymnastik & Gesundheit
- Handball (HSG Langen)
- Kinder in Bewegung
- Leichtathletik
- Pétanque (Boule)
- Rhythmische Gymnastik und Tanz
- Seniorensport
- Turnen (Breitensport/Kunstturnen)
- Wassersport

Zudem werden spezielle Kurse vor allem im Bereich Fitness und Gymnastik angeboten.

## Erfolge
In unterschiedlichen Altersstufen errang der Verein im Jahr 2008 mehrere regionale und hessische Meisterschaften. Insgesamt feierte der Verein in jenem Jahr über 250 Erfolge in diversen Disziplinen.